# Simonette River
Simonette River är ett vattendrag i Kanada.   Det ligger i provinsen Alberta, i den centrala delen av landet, 3 200 km väster om huvudstaden Ottawa.
Omgivningarna runt Simonette River är en mosaik av jordbruksmark och naturlig växtlighet. Trakten runt Simonette River är nära nog obefolkad, med mindre än två invånare per kvadratkilometer.